# Полупростой модуль
Полупростые модули (вполне приводимые модули) — общеалгебраические модули, которые можно легко восстановить по их частям. Кольцо, являющееся полупростым модулем над самим собой, называется артиновым полупростым кольцом. Важный пример полупростого кольца — групповое кольцо конечной группы над полем характеристики ноль. Структура полупростых колец описывается теоремой Веддербёрна — Артина: все такие кольца являются прямыми произведениями колец матриц.

## Определение
Приводятся три эквивалентных определения полупростого (вполне приводимого) модуля: модуль M полупростой, если
1. M изоморфен прямой сумме простых модулей (также называемых неприводимыми).
2. M можно разложить в прямую сумму простых подмодулей M.
3. Для каждого N — подмодуля M существует дополнение P, такое что M = N ⊕ P.

Полная приводимость — более сильное условие, чем вполне разложимость: вполне разложимый модуль — это модуль, который раскладывается в прямую сумму неразложимых. Например, кольцо целых чисел является вполне разложимым (это следует из его неразложимости), однако не является вполне приводимым, так как у него имеются подмодули (к примеру, множество чётных чисел).

## Свойства
- Если M полупрост и N — его подмодуль, то N и M/N также полупросты.
- Если все {\displaystyle M_{i}} — полупростые модули, то и прямая сумма {\displaystyle \bigoplus _{i}M_{i}} полупроста.
- Модуль M является конечнопорождённым и полупростым тогда и только тогда, когда он является артиновым и его радикал нулевой.

## Полупростые кольца
Кольцо называется полупростым (слева), если оно полупросто как (левый) модуль над самим собой. Оказывается, что полупростые слева кольца полупросты справа и наоборот, так что можно говорить о полупростых кольцах.
Полупростые кольца можно охарактеризовать в терминах гомологической алгебры: кольцо R полупросто тогда и только тогда, когда всякая короткая точная последовательность (левых) R-модулей расщепляется. В частности, модуль над полупростым кольцом инъективен и проективен.
Полупростые кольца являются одновременно артиновыми и нётеровыми. Если существует гомоморфизм из поля в полупростое кольцо, оно называется полупростой алгеброй.

### Примеры
- Коммутативное полупростое кольцо изоморфно прямому произведению полей.
- Если k — поле и G — конечная группа порядка n, то групповое кольцо k[G] является полупростым тогда и только тогда, когда характеристика поля не делит n. Этот результат известен как теорема Машке и важен в теории представлений групп.

## Теорема Веддербёрна — Артина
Теорема Веддербёрна — Артина утверждает, что любое полупростое кольцо изоморфно прямому произведению колец матриц ni на ni с элементами в теле Di, причем числа ni определены однозначно, и тела — с точностью до изоморфизма. В частности, простое кольцо изоморфно кольцу матриц над телом.
Оригинальный результат Веддербёрна состоял в том, что простое кольцо, являющееся конечномерной простой алгеброй над телом, изоморфно кольцу матриц. Эмиль Артин обобщил теорему на случай полупростых (артиновых) колец.
Примеры случаев, в которых можно применить теорему Веддербёрна — Артина: каждая конечномерная простая алгебра над R является кольцом матриц над R, C или H (кватернионами), каждая конечномерная простая алгебра над С является кольцом матриц над С.